# Indestructible Man
Indestructible Man este un film SF american din 1956 regizat de Jack Pollexfen pentru Allied Artists. În rolurile principale joacă actorii Lon Chaney, Jr., Max Showalter, Marian Carr.

## Actori
| Actor          | Personaj                                      |                    |
| -------------- | --------------------------------------------- | ------------------ |
| Lon Chaney Jr. | Charles 'Butcher' (Măcelarul) Benton          | ca Lon Chaney      |
| Max Showalter  | locotenentul de poliție Richard 'Dick' Chasen | ca Casey Adams     |
| Marian Carr    | Eva Martin                                    | ca Marion Carr     |
| Ross Elliott   | Paul Lowe, Attorney                           |                    |
| Stuart Randall | locotenentul de poliție John Lauder           |                    |
| Ken Terrell    | Joe Marcelli                                  | ca Kenneth Terrell |
| Robert Shayne  | Prof. Bradshaw                                |                    |